# David Janssen

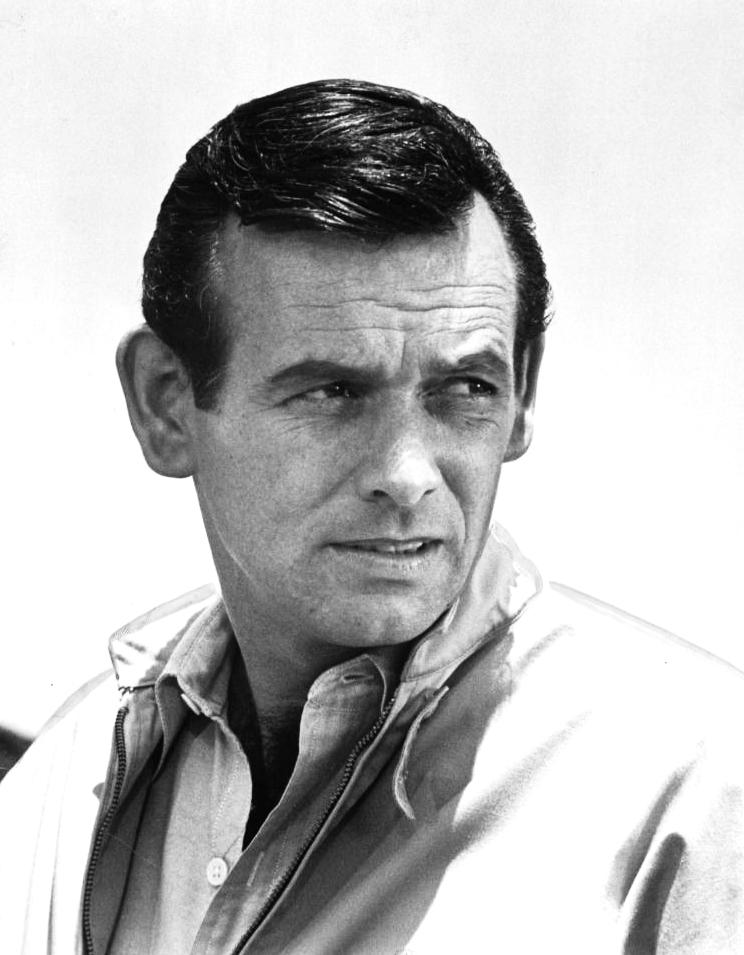
David Janssen în 1963

David Janssen (născut David Harold Meyer, n. 27 martie 1931, Naponee, Comitatul Franklin, Nebraska, Nebraska, SUA – d. 13 februarie 1980, Malibu, California, SUA) a fost un cunoscut actor american de TV și film. Telespectactorilor români ai anilor 60-70 le-a rămas în amintire rolul său ca dr. Richard Kimble în serialul “The Fugitive” (turnat între anii 1963 - 1967).

## Copilărie
S-a născut în Nebraska. Tatăl său, Harold Edward Meyer, era bancher. Mama sa, Berniece Graf, a divorțat de tatăl său în 1935, și a fost nevoită să se mute cu David, care avea doar cinci ani, la Los Angeles, California. S-a căsătorit cu  Eugene Janssen în 1940, la Los Angeles.
David a început să folosească numele tatălui său vitreg atunci când a intrat în lumea showbussiness-ului. A urmat cursurile Liceului Fairfax din Los Angeles, iar primul rol a venit la vârsta de numai 13 ani. Până la 25 de ani, David jucase deja în 20 de filme. S-a hotărât după aceea să se înroleze în armata americană. Aici i-a cunoscut și s-a împrietenit cu Martin Milner și Clint Eastwood.

## Filmografie
- It's a Pleasure (1945) - Davey / boy referee (nemenționat)
- Swamp Fire (1946) - Emile's Eldest Son (nemenționat)
- No Room for the Groom (1952) - Soldier (scenes deleted)
- Francis Goes to West Point (1952) - Cpl. Thomas
- Untamed Frontier (1952) - Lottie's Dance Partner (nemenționat)
- Bonzo Goes to College (1952) - Jack (nemenționat)
- Yankee Buccaneer (1952) - Beckett
- Back at the Front (1952) - Soldier (nemenționat)
- Leave It to Harry (1954) - Quiz Show Host (short subject)
- Chief Crazy Horse (1955) - Lt. Colin Cartwright
- Cultul cobrei (Cult of the Cobra, 1955) - Rico Nardi
- Francis in the Navy (1955) - Lt. Anders
- The Private War of Major Benson (1955) - Young Lieutenant
- To Hell and Back (1955) - Lieutenant Lee
- All That Heaven Allows (1955) - Freddie Norton (nemenționat)
- The Square Jungle (1955) - Jack Lindsay
- Never Say Goodbye (1956) - Dave Heller
- The Toy Tiger (1956) - Larry Tripps
- Francis in the Haunted House (1956) - Police Lieutenant Hopkins
- Away All Boats (1956) - Talker (nemenționat)
- Mr. Black Magic (1956) - Master of Ceremonies (short subject)
- Showdown at Abilene (1956) - Verne Ward
- The Girl He Left Behind (1956) - Capt. Genaro
- Lafayette Escadrille (1958) - Duke Sinclair
- Hell to Eternity (1960) - Sgt. Bill Hazen
- Dondi (1961) - Dealey
- King of the Roaring 20s - The Story of Arnold Rothstein (1961) - Arnold Rothstein
- Ring of Fire (1961) - Sergeant Steve Walsh
- Twenty Plus Two (1961) - Tom Alder
- Man-Trap (1961) - Vince Biskay
- My Six Loves (1963) - Marty Bliss
- Warning Shot (1967) - Sgt. Tom Valens
- The Green Berets (1968) - George Beckworth
- The Shoes of the Fisherman (1968) - George Faber
- Where It's At (1969) - A.C.
- Naufragiați în spațiu (Marooned, 1969) - Ted Dougherty
- Generation (1969) - Jim Bolton
- Macho Callahan (1970) - Diego Callahan
- Once Is Not Enough (1975) - Tom Colt
- The Swiss Conspiracy (1976) - David Christopher
- Two-Minute Warning (1976) - Steve
- Warhead (1977) - Tony Stevens
- Golden Rendezvous (1977) - Charles Conway
- Covert Action (1978) - Lester Horton
- Inchon (1981) - David Feld (scene șterse după premieră, ultimul rol de film; filmat în 1979; lansat postum)

### Filme de televiziune
- Belle Sommers (1962) - Danny Castle
- Night Chase (1970) - Adrian Vico
- The Longest Night (1972) - Alan Chambers
- Moon of the Wolf (1972) - Sheriff Aaron Whitaker
- Hijack (1973) - Jake Wilkenson
- Birds of Prey (1973) - Harry Walker
- Harry O – Such Dust - Dreams Are Made On (1973) - Harry Orwell
- Pioneer Woman (1973) - Robert Douglas
- Harry O – Smile Jenny, You're Dead (1974) - Harry Orwell
- Don't Call the Police (1974) - Harry Orwell
- Fer-de-Lance (1974) - Russ Bogan
- Stalk the Wild Child (1976) - Dr. James Hazard
- Mayday at 40,000 Feet! (1976) - Captain Pete Douglass
- A Sensitive, Passionate Man (1977) - Michael Delaney
- Superdome (1978) - Mike Shelley
- Nowhere to Run (1978) - Harry Adams
- S.O.S. Titanic (1979) - John Jacob Astor
- The Golden Gate Murders (1979) - Det. Sgt. Paul Silver
- High Ice (1980) - Glencoe MacDonald
- City in Fear (1980) - Vince Perrino (lansat postum)
- Father Damien: The Leper Priest – 1980 (Incomplet – Înlocuit de Ken Howard)

### Televiziune
- Boston Blackie (1 episod, 1951) - Armored Car Driver (nemenționat)
- Lux Video Theatre (3 episoade, 1955–1956) - Johnny Reynolds Jr. / Joe Davies / Ralph
- Matinee Theatre (1 episod, 1956) - Paul Merrick
- Sheriff of Cochise (1 episod, 1956) - Arnie Hix
- Conflict (1 episod, 1957) - Sid Lukes
- You Are There (1 episod, 1957) - Great Dalton
- U.S. Marshal (1 episod, ????)
- Alcoa Theatre (2 episoade, 1957–1958) - Jim McCandless / Mike Harper
- The Millionaire (2 episoade, 1957–1958) - David Barrett / Peter Miller
- Dick Powell's Zane Grey Theater (4 episoade, 1957–1959) - Dix Porter / Seth Larker / Tod Owen / Danny Ensign
- Richard Diamond, Private Detective (77 episoade, 1957–1960) - Richard Diamond / Chuck Garrett
- Westinghouse Desilu Playhouse (1 episod, 1959) - Ross Ingraham
- Death Valley Days (1 episod, 1961) - Dr. Bill Breckenridge
- Adventures in Paradise (1 episod, 1961) - Scotty Bell
- Thriller (1 episod, 1962)
- Target: The Corruptors (1x19 The Middle Man, 1962) - Robbie Wilson
- General Electric Theater (1 episod, 1962) - Pat Howard
- Follow the Sun (2 episoade, 1962) - Johnny Sadowsky
- Checkmate (1 episod, 1962) - Len Kobalsky
- Cain's Hundred (1 episod, 1962) - Dan Mullin
- Kraft Mystery Theatre (1 episod, 1962)
- Route 66 (1 episod, 1962) - Karno Starling
- The Eleventh Hour (1 episod, 1962) - Hal Kincaid
- The Dick Powell Show (1 episod, 1963) - Kenneth 'Ken' Morgan
- Naked City (2 episoade, 1961–1963) - Carl Ashland / Blair Cameron
- The Fugitive (120 episoade, 1963–1967) - Dr. Richard Kimble / diverse
- The Hollywood Palace (1 episod, 1965)
- O'Hara, U.S. Treasury (22 episoade, 1971–1972) - Jim O'Hara / James O'Hara
- Cannon (1 episod, 1973) - Ian Kirk
- Harry O (45 episoade, 1973–1976) - Harry Orwell
- Police Story (1 episod, 1977) - Sgt. Joe Wilson
- The Word (1978) - Steve Randall
- Centennial (1 episod, 1979, și narator pentru toate cele 12 episoade, 1978 – 79) - Paul Garrett / Narator
- Biography (1979) - Gazdă